# Torre peel

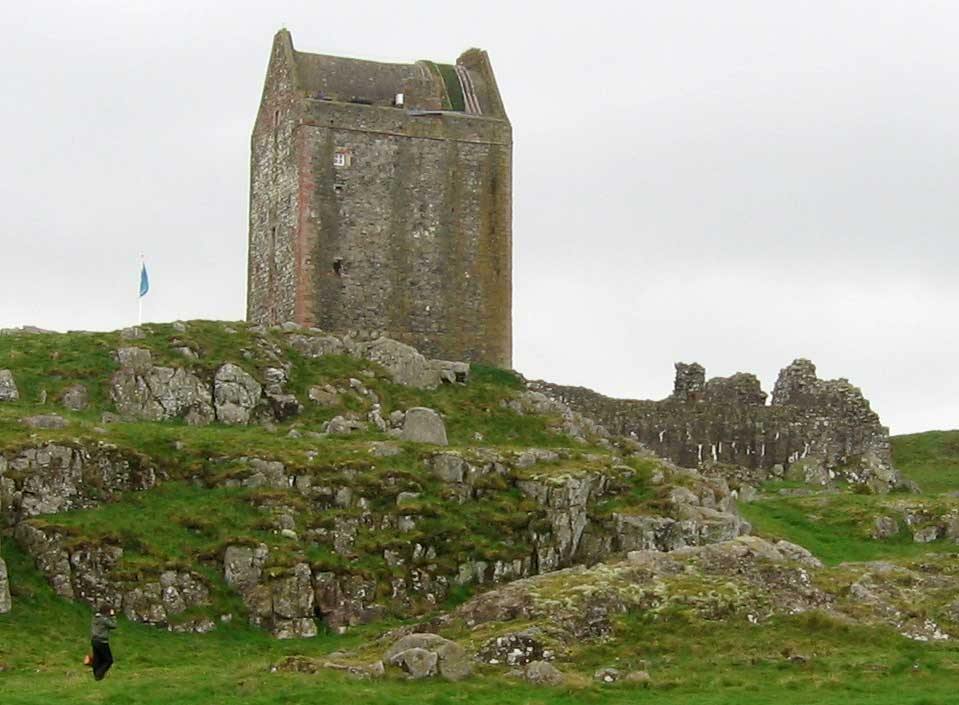
Torre de Smailholm, Escócia.

As torres de cascalho (também conhecidas como Torre peel ou Torre pele) são pequenas casas fortificadas ou casa-torre, construídas ao longo das fronteiras inglesa e escocesa nas Marcas escocesas e no norte da Inglaterra, destinadas a observação onde os sinais de fogo podem ser acesos pela guarnição para alertar sobre o perigo que se aproxima.